# Acusados
Acusados es una serie de televisión producida por Ida y Vuelta (productora de otros éxitos como Motivos personales), estrenada en Telecinco el 28 de enero de 2009 y finalizó el 22 de abril de 2010 con su segunda temporada. Obtuvo sus mejores datos de audiencia con la emisión de los 2 últimos capítulos de la primera temporada sobrepasando la barrera de los 3 millones de espectadores.
La segunda temporada se estrenó el miércoles 13 de enero de 2010, con nuevos fichajes como Alejo Sauras, Tamar Novas y Mónica López. Debido a los discretos registros de audiencia en los primeros episodios de la segunda temporada, la cadena decidió detener temporalmente su emisión y emitir diversos especiales de Gran Hermano 11 en su lugar, retomando su emisión al jueves 4 de febrero, y compitiendo contra el serial Águila roja, donde se hundió, bajando del 9% de cuota de pantalla.

## Argumento

### Primera temporada
El incendio de la discoteca Metrópolis será el punto de partida de la investigación llevada por la jueza Rosa Ballester (Blanca Portillo). Su principal sospechoso, Joaquín de la Torre (José Coronado), un importante político del país, se verá involucrado en una trama de misterios, sospechas y secretos, que le llevarán al desplome de su reputación frente a su partido político. Junto a su hijo Alejandro de la Torre (Alberto Amarilla) y su abogado Ricardo Díaz (Aitor Mazo), intentarán salir del caso, pero la jueza Ballester y su equipo, formado por Jorge Vega (Daniel Grao), Julio Almagro (Joseba Apaolaza) e Isabel Holgado (Isabel Serrano), no perderán ni un minuto en demostrar la culpabilidad del político en el caso Metrópolis, descubriendo que el suceso no gira en torno a un "simple" incendio, sino a ocultar en él el asesinato de una chica, Ana Sánchez (Andrea Guasch). Tendrán que enfrentarse a la novia de Jorge, Laura (Silvia Abascal) y a la hermana de ésta, la periodista Sonia Nieto (Anna Allen), sin saber que todo el asunto salpicará al círculo familiar de la jueza. Sus hijas Marina (Natalia Sánchez) y Patricia Domenech (Carla Nieto) serán la pieza clave que permita la resolución del caso.

### Segunda temporada
Tras la muerte del periodista Espinosa (José Luis García Pérez), la jueza Ballester (Blanca Portillo) se cierne en la investigación de su asesinato. La hija de Espinosa, Alba (Carmen Sánchez), que se encontraba en la escena del crimen, podría ser muy útil es la resolución del caso, por lo que Ballester y su equipo harán lo posible por dar con ella. Joaquín de la Torre (José Coronado) volverá a meterse en medio de la investigación cuando alguien que se hace llamar Job ha intentado matarle y ahora le manda cartas amenazadoras de forma anónima. Jorge Vega (Daniel Grao) se verá en el punto de mira en este caso al hallarse sus huellas en la escena del crimen. ¿Quién mató a Espinosa?¿Quién quiere matar a Joaquin de la Torre?¿Quién es Job?

## Reparto

### Primera temporada

#### Reparto principal
- Blanca Portillo es Rosa Ballester Alonso
- Daniel Grao es Jorge Vega
- Silvia Abascal es Laura Nieto
- Anna Allen es Sonia Nieto
- y José Coronado es Joaquín de la Torre

#### Reparto secundario
- Carla Nieto es Patricia Domenech Ballester (Episodio 1 - Episodio 13)
- Alberto Amarilla es Alejandro "Álex" de la Torre (Episodio 1 - Episodio 13)
- Helio Pedregal es Héctor Domenech (Episodio 1 - Episodio 13)
- Joseba Apaolaza es Julio Almagro (Episodio 1 - Episodio 13)
- Aitor Mazo es Ricardo Díaz (Episodio 1 - Episodio 13)
- Esperanza Elipe es Carmen (Episodio 1 - Episodio 13)
- Daniel Albadalejo es Diego Luque (Episodio 1 - Episodio 13)
- Santiago Meléndez es Raúl Moreno (Episodio 2 - Episodio 6; Episodio 13)
- Isabel Serrano es Isabel Holgado (Episodio 2 - Episodio 13)
- Pep Munné es Federico Portela (Episodio 3 - Episodio 6)
- Pere Ventura es Bruno Lozada (Episodio 2; Episodio 4 - Episodio 6; Episodio 10)
- Joan Massotkleiner es el Doctor Clínica (Episodio 2 - Episodio 7)
- Mariana Cordero es Celia García Nieto (Episodio 1 - Episodio 3; Episodio 7 - Episodio 10)
- Duna Santos es Marisol (Episodio 1 - Episodio 9; Episodio 13)
- Ana Goya es la madre de Ana Sánchez (Episodio 7 - Episodio 11; Episodio 13)

##### Con la colaboración especial de
- Goya Toledo es Beatriz Montero (Episodio 1 - Episodio 13)
- Alberto Jiménez es Fernando Aguirre (Episodio 1 - Episodio 2)
- Natalia Sánchez es Marina Domenech Ballester (Episodio 3 - Episodio 11; Episodio 13)
- Ana Álvarez es Adela Gutiérrez (Episodio 9 - Episodio 13)
- Àngels Barceló es Presentadora de Informativos (Episodio 10; Episodio 13)
- Paulina Gálvez es Belén Hernández (Episodio 11)

#### Reparto episódico
- Vicente Cuesta es Antonio Galán (Episodio 1 - Episodio 2)
- Jaime Ordóñez es Simón Ojeda (Episodio 2 - Episodio 3)
- Mikel Tello es Javier Vila (Episodio 3 - Episodio 5)
- Joel Bosqued es Darío (Episodio 6)
- Eduardo Velasco es Antonio Mengual (Episodio 6; Episodio 8 - Episodio 9)
- Ales Furundarena es Arturo (Episodio 7)
- Andrea Guasch es Ana Sánchez (Episodio 8 - Episodio 9; Episodio 13)
- Marta Calvó es Ariadna (Episodio 9)

### Segunda temporada

#### Reparto principal
- Blanca Portillo es Rosa Ballester Alonso
- Alejo Sauras es Pablo
- Daniel Grao es Jorge Vega  (Episodio 1 - Episodio 5)
- Anna Allen es Sonia Nieto
- Mónica López es Aurora Castillo
- y José Coronado es Joaquín de la Torre

#### Reparto secundario
- Carmen Sánchez es Alba Espinosa (Episodio 1 - Episodio 5; Episodio 8 - Episodio 13)
- Carla Nieto es Patricia Domenech Ballester (Episodio 1 - Episodio 13)
- Helio Pedregal es Héctor Domenech (Episodio 1 - Episodio 13)
- Joseba Apaolaza es Julio Almagro (Episodio 1 - Episodio 13)
- Isabel Serrano es Isabel Holgado (Episodio 1 - Episodio 13)
- Aitor Mazo es Ricardo Díaz (Episodio 1 - Episodio 13)
- Esperanza Elipe es Carmen (Episodio 1 - Episodio 13)
- Joan Crosas es Javier Castillo (Episodio 1 - Episodio 13)
- Ana Labordeta es Helena Ruiz (Episodio 2 - Episodio 5; Episodio 8)
- Tamar Novas es Jaime Holgado (Episodio 2 - Episodio 5; Episodio 7 - Episodio 13)
- José Luis Torrijo es Miguel Rubio (Episodio 2 - Episodio 13)
- Ramón Barea es Fernando Iribarne  (Episodio 7 - Episodio 8)
- Manel Barceló es "Mercader" (Episodio 12 - Episodio 13)

##### Con la colaboración especial de
- José Luis García Pérez es Rafael Espinosa (Episodio 1 - Episodio 2)
- Sonia Almarcha es Teresa Llorente (Episodio 2 - Episodio 13)
- Alberto Jiménez es Fernando Aguirre (Episodio 3; Episodio 6)
- Pere Arquillué es José Luis Valladolid  (Episodio 9 - Episodio 10)
- Susi Sánchez es María José Aganzo  (Episodio 12)
- Carlos Hipólito es Juez Lozano (Episodio 13)

## Audiencias
| Temporada | Temporada | Capítulos | Estreno             | Final               | Audiencia media | Audiencia media | Audiencia media |
| Temporada | Temporada | Capítulos | Estreno             | Final               | Espectadores    | Cuota           |                 |
| --------- | --------- | --------- | ------------------- | ------------------- | --------------- | --------------- | --------------- |
|           | 1         | 13        | 28 de enero de 2009 | 22 de abril de 2009 | 2 692 000       | 16,0%           |                 |
|           | 2         | 13        | 13 de enero de 2010 | 22 de abril de 2010 | 1 804 000       | 10,8%           |                 |
| Total     | Total     | 26        | 28 de enero de 2009 | 22 de abril de 2010 | 2 128 000       | 13,4%           |                 |